# Francisco Alves da Silva Neto
Francisco Alves da Silva Neto, meglio noto come Chico (14 settembre 1998), è un calciatore brasiliano, difensore dell'Hapoel Tel Aviv in prestito dallo Sport Recife.

## Caratteristiche tecniche
È un difensore centrale.

## Carriera
Cresciuto nel settore giovanile dello Sport Recife, ha esordito in prima squadra il 4 aprile 2017 disputando l'incontro del Campionato Pernambucano pareggiato 2-2 contro il Salgueiro. Il 2 febbraio 2019 ha firmato un contratto con il club giallorosso valido fino al 2022, ottenendo la promozione in prima squadra. ed il 24 agosto 2020 ha debuttato in Série A in occasione dell'incontro casalingo perso 2-0 contro il San Paolo.

## Statistiche
Statistiche aggiornate al 5 ottobre 2020.

### Presenze e reti nei club
| Stagione        | Squadra         | Campionato      | Campionato | Campionato | Coppe nazionali | Coppe nazionali | Coppe nazionali | Coppe continentali | Coppe continentali | Coppe continentali | Altre coppe | Altre coppe | Altre coppe | Totale | Totale | Totale |
| Stagione        | Squadra         | Comp            | Pres       | Reti       | Comp            | Pres            | Reti            | Comp               | Pres               | Reti               | Comp        | Pres        | Reti        | Pres   | Reti   |        |
| --------------- | --------------- | --------------- | ---------- | ---------- | --------------- | --------------- | --------------- | ------------------ | ------------------ | ------------------ | ----------- | ----------- | ----------- | ------ | ------ | ------ |
| 2017            | Sport Recife    | A1/PE+A         | 1+0        | 0          | CB              | 0               | 0               |                    | -                  | -                  |             | -           | -           | 1      | 0      |        |
| 2019            | Sport Recife    | A1/PE+B         | 2+0        | 0          | CB              | 0               | 0               |                    | -                  | -                  |             | -           | -           | 2      | 0      |        |
| 2020            | Sport Recife    | A1/PE+A         | 8+5        | 0          | CB              | 0               | 0               |                    | -                  | -                  | CDN         | 1           | 0           | 14     | 0      |        |
| Totale carriera | Totale carriera | Totale carriera | 16         | 0          |                 | 0               | 0               |                    | -                  | -                  |             | 1           | 0           | 17     | 0      |        |

## Palmarès

### Club

#### Competizioni statali
- Campionato Pernambucano: 1

Sport Recife: 2023